# اندیس گرانیت گوینچ
گرانیت گوینچ یک اندیس مصالح ساختمانی است که در حوالی شهر زیروکی استان سیستان و بلوچستان قرار دارد و مادهٔ معدنی موجود در آن، گرانیت است.سنگ میزبان این اندیس گرانیت است و دیرینگی آن به دوران ائوسن می‌رسد. 